# Список самых длинных тоннелей Китая

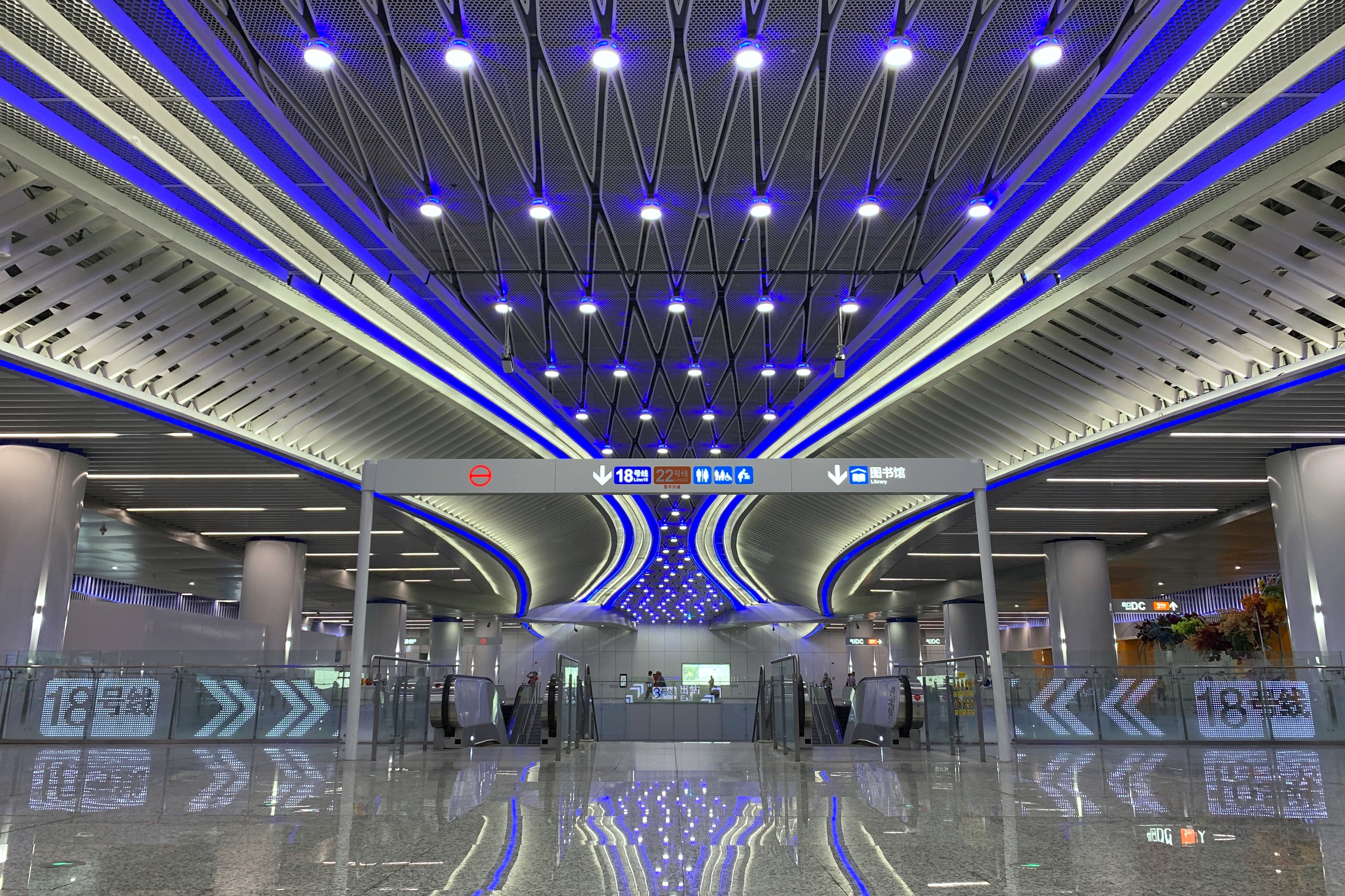
Станция Паньюй-Скуэр на 3-й линии метро Гуанчжоу

Список самых длинных тоннелей Китая ранжирует уже построенные тоннели по их длине. Начиная с 1990-х годов правительство Китая проводит масштабную программу строительства транспортной и коммунальной инфраструктуры, которая включает в себя прокладку автомобильных и железнодорожных тоннелей, линий метрополитенов и подземных водопроводов.
Китай лидирует в мире по числу самых протяжённых линий метрополитенов, а также входит в пятёрку ведущих стран мира по числу самых длинных железнодорожных и автомобильных тоннелей. 6-я линия метрополитена Чэнду, 18-я и 3-я линии метрополитена Гуанчжоу, 10-я и 6-я линии Пекинского метрополитена являются самыми протяжёнными линиями метро в мире, а 2-я линия Уханьского метрополитена, 8-я линия Пекинского метрополитена, 15-я линия Шанхайского метрополитена и 5-я линия метрополитена Чэнду входят в десятку самых протяжённых линий в мире. Железнодорожные тоннели, как правило, пересекают горные массивы и морские заливы.  

## Рейтинг
В рейтинге представлены тоннели длинной свыше 20 км: 
| Название                                                 | Местоположение     | Длина, метры | Тип эксплуатации        | Год постройки | Примечание |
| -------------------------------------------------------- | ------------------ | ------------ | ----------------------- | ------------- | --- |
| Водный тоннель Дахофан                                   | Ляонин             | 85 320       | Водопровод              | 2009          | Поставляет воду из водохранилища Дахофан в города Фушунь, Шэньян, Ляоян, Аньшань, Паньцзинь, Инкоу и Далянь. Является третьим по длине водопроводом в мире и самым длинным тоннелем в Китае. |
| 6-я линия метрополитена Чэнду                            | Сычуань, Чэнду     | 68 220       | Метрополитен            | 2020          | Соединяет районы Пиду и Шуанлю. Является самым длинным тоннелем метрополитена в мире. |
| 12-я линия Уханьского метрополитена                      | Хубэй, Ухань       | 59 900       | Метрополитен            | 2025          | Самая длинная в Китае кольцевая линия метро. Имеется тоннель под Янцзы протяжённостью 2,16 км.                                                                                               |
| 18-я линия метрополитена Гуанчжоу                        | Гуандун, Гуанчжоу  | 58 300       | Метрополитен            | 2021          | Соединяет районы Наньша и Хуаду. Является вторым по длине тоннелем метрополитена в мире. |
| 3-я линия метрополитена Гуанчжоу                         | Гуандун, Гуанчжоу  | 57 930       | Метрополитен            | 2018          | Общая длина линии составляет 65,43 км, а главной подземной ветки — 57,93 км. Соединяет районы Паньюй и Тяньхэ. Является третьим по длине тоннелем метрополитена в мире.                      |
| 10-я линия Пекинского метрополитена                      | Пекин              | 57 100       | Метрополитен            | 2013          | Кольцевая линия, проходящая через районы Хайдянь, Чаоян и Фэнтай. |
| 6-я линия Пекинского метрополитена                       | Пекин              | 53 400       | Метрополитен            | 2018          | Соединяет районы Шицзиншань и Тунчжоу. |
| 2-я линия Уханьского метрополитена                       | Хубэй, Ухань       | 44 340       | Метрополитен            | 2019          | Общая длина линии составляет 60 км км, а главной подземной ветки — 44,34 км. Соединяет районы Хуанпи и Цзянся.                                                                               |
| Тоннель № 1 Северной линии Шаньси                        | Шаньси             | 43 670       | Водопровод              | 2011          | Переброска воды из Хуанхэ в рамках Проекта переброски воды Юг—Север |
| Тоннель № 7 Южной линии Шаньси                           | Шаньси             | 43 500       | Водопровод              | 2002          | Переброска воды из Хуанхэ в рамках Проекта переброски воды Юг—Север |
| 8-я линия Пекинского метрополитена                       | Пекин              | 42 600       | Метрополитен            | 2021          | Общая длина линии составляет 49,5 км, а главной подземной ветки — 42,6 км. Соединяет районы Чанпин и Дасин.                                                                                  |
| Тоннель Игун                                             | Тибет              | 42 360       | Железнодорожный тоннель |               | Высокоскоростная железная дорога Чэнду — Лхаса. |
| 15-я линия Шанхайского метрополитена                     | Шанхай             | 42 300       | Метрополитен            | 2021          | Соединяет районы Баошань и Миньхан. |
| 5-я линия метрополитена Чэнду                            | Сычуань, Чэнду     | 42 300       | Метрополитен            | 2019          | Общая длина линии составляет 49,02 км, а главной подземной ветки — 42,3 км. Соединяет район Синьду и Новую зону Тяньфу.                                                                      |
| 14-я линия Пекинского метрополитена                      | Пекин              | 42 000       | Метрополитен            | 2021          | Общая длина линии составляет 47,3 км, а главной подземной ветки — 42 км. Соединяет районы Фэнтай и Чаоян.                                                                                    |
| 6-я линия Тяньцзиньского метрополитена                   | Тяньцзинь          | 42 000       | Метрополитен            | 2021          | Общая длина линии составляет 43,6 км, а главной подземной ветки — 42 км. Соединяет районы Дунли и Хэси.                                                                                      |
| 2-я линия Сямыньского метрополитена                      | Фуцзянь, Сямынь    | 41 640       | Метрополитен            | 2019          | Соединяет районы Хайцан и Хули. |
| 3-я линия Нанкинского метрополитена                      | Цзянсу, Нанкин     | 41 560       | Метрополитен            | 2015          | Общая длина линии составляет 44,87 км, а главной подземной ветки — 41,56 км. Соединяет районы Пукоу и Цзяннин.                                                                               |
| 4-я линия метрополитена Сучжоу                           | Цзянсу, Сучжоу     | 41 500       | Метрополитен            | 2017          | Общая длина линии составляет 52,8 км, а главной подземной ветки — 41,5 км. Соединяет районы Сянчэн и Учжун.                                                                                  |
| 12-я линия Шанхайского метрополитена                     | Шанхай             | 40 400       | Метрополитен            | 2015          | Соединяет районы Пудун и Миньхан. |
| 7-я линия Пекинского метрополитена                       | Пекин              | 40 300       | Метрополитен            | 2021          | Соединяет районы Фэнтай и Тунчжоу. |
| 4-я линия метрополитена Чэнду                            | Сычуань, Чэнду     | 39 300       | Метрополитен            | 2017          | Общая длина линии составляет 43,3 км, а главной подземной ветки — 39,3 км. Соединяет районы Вэньцзян и Лунцюаньи.                                                                            |
| 7-я линия метрополитена Чэнду                            | Сычуань, Чэнду     | 38 610       | Метрополитен            | 2017          | Кольцевая линия, проходящая через районы Чэнхуа, Цзиньцзян, Ухоу, Цинъян и Цзиньню. |
| 1-я линия Шэньчжэньского метрополитена                   | Гуандун, Шэньчжэнь | 37 500       | Метрополитен            | 2011          | Общая длина линии составляет 41,04 км, а главной подземной ветки — 37,5 км. Соединяет районы Лоху и Баоань.                                                                                  |
| 1-я линия метрополитена Чэнду                            | Сычуань, Чэнду     | 37 470       | Метрополитен            | 2018          | Общая длина линии составляет 39,9 км, а главной подземной ветки — 37,47 км. Соединяет районы Цзиньню и Шуанлю.                                                                               |
| 2-я линия Шэньчжэньского метрополитена                   | Гуандун, Шэньчжэнь | 36 140       | Метрополитен            | 2011          | Общая длина линии составляет 39,6 км, а главной подземной ветки — 36,14 км. Соединяет районы Наньшань и Яньтянь.                                                                             |
| Водный тоннель Даушань                                   | Юньнань            | 36 130       | Водопровод              | 2013          | Переброска воды из реки Нюлань в озеро Дяньчи на территории Куньмина. |
| Тоннель под озером Суншань                               | Гуандун, Дунгуань  | 35 390       | Железнодорожный тоннель | 2016          | Высокоскоростная междугородняя железная дорога Дунгуань — Хойчжоу. |
| 5-я линия Тяньцзиньского метрополитена                   | Тяньцзинь          | 34 800       | Метрополитен            | 2021          | Соединяет районы Бэйчэнь и Сицин. |
| Тоннель Гаолигуншань                                     | Юньнань, Лунлин    | 34 580       | Железнодорожный тоннель | 2022          | Тоннель сквозь горы Гаолигуншань на железной дороге Дали — Жуйли. |
| 7-я линия Шанхайского метрополитена                      | Шанхай             | 34 400       | Метрополитен            | 2010          | Общая длина линии составляет 44,2 км, а главной подземной ветки — 34,4 км. Соединяет районы Баошань и Пудун.                                                                                 |
| 8-я линия метрополитена Гуанчжоу                         | Гуандун, Гуанчжоу  | 33 900       | Метрополитен            | 2020          | Соединяет районы Байюнь и Хайчжу. |
| Новый тоннель Гуаньцзяо                                  | Цинхай             | 32 640       | Железнодорожный тоннель | 2014          | Двойной тоннель сквозь горы Гуаньцзяо на участке Синин — Голмуд Цинхай-Тибетской железной дороги.                                                                                            |
| 2-я линия метрополитена Гуанчжоу                         | Гуандун, Гуанчжоу  | 31 400       | Метрополитен            | 2010          | Соединяет районы Паньюй и Байюнь. |
| 1-я линия Пекинского метрополитена                       | Пекин              | 31 040       | Метрополитен            | 2000          | Соединяет районы Шицзиншань и Тунчжоу. |
| 16-я линия Пекинского метрополитена                      | Пекин              | 31 000       | Метрополитен            | 2021          | Общая длина линии составляет 31,5 км, а главной подземной ветки — 31 км. Соединяет районы Хайдянь и Фэнтай.                                                                                  |
| 2-я линия Шанхайского метрополитена                      | Шанхай             | 30 200       | Метрополитен            | 2010          | Общая длина линии составляет 64 км, а главной подземной ветки — 30,2 км. Соединяет районы Цинпу и Пудун.                                                                                     |
| 5-я линия метрополитена Гуанчжоу                         | Гуандун, Гуанчжоу  | 29 900       | Метрополитен            | 2009          | Общая длина линии составляет 31,9 км, а главной подземной ветки — 29,9 км. Соединяет районы Ливань и Хуанпу.                                                                                 |
| 8-я линия Шанхайского метрополитена                      | Шанхай             | 29 700       | Метрополитен            | 2009          | Общая длина линии составляет 37,4 км, а главной подземной ветки — 29,7 км. Соединяет районы Янпу и Миньхан.                                                                                  |
| 10-я линия Шанхайского метрополитена                     | Шанхай             | 29 600       | Метрополитен            | 2010          | Общая длина линии составляет 45 км, а главной подземной ветки — 29,6 км. Соединяет районы Миньхан и Пудун.                                                                                   |
| 8-я линия метрополитена Чэнду                            | Сычуань, Чэнду     | 29 100       | Метрополитен            | 2020          | Соединяет районы Чэнхуа и Шуанлю. |
| 2-я линия метрополитена Чэнду                            | Сычуань, Чэнду     | 29 000       | Метрополитен            | 2013          | Общая длина линии составляет 42,32 км, а главной подземной ветки — 29 км. Соединяет районы Пиду и Лунцюаньи.                                                                                 |
| Тоннель Западный Циньлин                                 | Ганьсу, Луннань    | 28 240       | Железнодорожный тоннель | 2016          | Двойной тоннель сквозь горы Циньлин на железной дороге Чунцин — Ланьчжоу. |
| 4-я линия Пекинского метрополитена                       | Пекин              | 28 200       | Метрополитен            | 2010          | Соединяет районы Хайдянь и Дасин. |
| Тоннель Тайхан                                           | Шаньси, Янцюань    | 27 850       | Железнодорожный тоннель | 2007          | Тоннель сквозь горы Тайханшань на высокоскоростной железной дороге Шицзячжуан — Тайюань. |
| 1-я линия Шэньянского метрополитена                      | Ляонин, Шэньян     | 27 800       | Метрополитен            | 2010          | Соединяет районы Теси и Дадун. |
| Тоннель № 5 Южной линии Шаньси                           | Шаньси             | 26 000       | Водопровод              | 2002          | Переброска воды из Хуанхэ в рамках Проекта переброски воды Юг—Север |
| 1-я линия метрополитена Сучжоу                           | Цзянсу, Сучжоу     | 25 740       | Метрополитен            | 2012          | Соединяет районы Учжун и Гусу. |
| 5-я линия метрополитена Даляня                           | Далянь, Ляонин     | 24 480       | Метрополитен            | 2023          | Соединяет районы Чжуншань и Ганьцзинцзы. |
| Тоннель сточных вод Harbour Area Treatment Scheme (HATS) | Гонконг            | 23 600       | Водопровод              | 2001          | Переброска сточных вод с фильтрационных станций на остров в бухте Виктория. |
| 9-я линия Шанхайского метрополитена                      | Шанхай             | 23 300       | Метрополитен            | 2010          | Общая длина линии составляет 63,8 км, а главной подземной ветки — 23,3 км. Соединяет районы Сунцзян и Пудун.                                                                                 |
| 2-я линия Пекинского метрополитена                       | Пекин              | 23 100       | Метрополитен            | 1987          | Кольцевая линия, проходящая через районы Сичэн и Дунчэн. |
| Водный тоннель ГЭС Синьма                                | Сычуань            | 22 980       | Водопровод              | 2009          | Тоннель для сброса воды гидроэлектростанции. |
| 9-я линия метрополитена Чэнду                            | Сычуань, Чэнду     | 22 180       | Метрополитен            | 2020          | Соединяет районы Цзиньцзян и Цинъян. |
| 19-я линия Пекинского метрополитена                      | Пекин              | 22 400       | Метрополитен            | 2021          | Соединяет районы Хайдянь и Фэнтай. |
| Тоннель Тяньшань Шэнли                                   | Синьцзян           | 22 130       | Автодорожный тоннель    |               | Тоннель через горный хребет Тянь-Шань на скоростной трассе Урумчи — Юйли. |
| 4-я линия Шанхайского метрополитена                      | Шанхай             | 21 100       | Метрополитен            | 2007          | Общая длина линии составляет 33,7 км, а главной подземной ветки — 21,1 км. Кольцевая линия, проходящая через районы Сюйхой, Чаннин, Путо, Цзинъань, Хункоу, Янпу, Пудун и Хуанпу.            |
| Линия Гуанфо Фошаньского метрополитена                   | Гуандун, Фошань    | 20 900       | Метрополитен            | 2010          | Общая длина линии составляет 39,6 км, а главной подземной ветки — 20,9 км. Соединяет район Шуньдэ города Фошань и район Хайчжу города Гуанчжоу.                                              |
| Тоннель Люйляншань                                       | Шаньси, Люйлян     | 20 780       | Железнодорожный тоннель | 2011          | Двойной тоннель сквозь горы Люйляншань на железной дороге Тайюань — Чжунвэй — Иньчуань. |
| 2-я линия Сианьского метрополитена                       | Шэньси, Сиань      | 20 500       | Метрополитен            | 2011          | Общая длина линии составляет 26,7 км, а главной подземной ветки — 20,5 км. Соединяет районы Вэйян и Чанъань.                                                                                 |
| 2-я линия Нанкинского метрополитена                      | Цзянсу, Нанкин     | 20 380       | Метрополитен            | 2010          | Общая длина линии составляет 37,95 км, а главной подземной ветки — 20,38 км. Соединяет районы Цзянье и Цися.                                                                                 |
| 6-я линия Шанхайского метрополитена                      | Шанхай             | 20 340       | Метрополитен            | 2011          | Общая длина линии составляет 32,3 км, а главной подземной ветки — 20,34 км. Проходит с севера на юг по району Пудун.                                                                         |
| Тоннель Ушаолин                                          | Ганьсу, Увэй       | 20 060       | Железнодорожный тоннель | 2006          | Двойной тоннель сквозь горы Ушаолин на железной дороге Ланьчжоу — Синьцзян. |